# 栉叶蒿属
栉叶蒿属（学名：Neopallasia）是菊科下的一个属，为草本或灌木状一年生草本植物。该属共有3种，分布于俄罗斯、蒙古及中国华北、西北。

## 下属物种
- 栉叶蒿 Neopallasia pectinata (Pall.) Poljakov